# Шанхайская Академия общественных наук
Шанхайская Академия общественных наук также ШАОН (кит. упр. 上海社会科学院, пиньинь: shànghǎi shèhuì kēxuéyuàn) — старейшее учреждение в Китае, занимающееся изучением гуманитарных и социальных наук. ШАОН является самой крупной академией за пределами Пекина. Большую часть своих средств ШАОН получает из городского правительства, также привлекается финансовая поддержка со стороны различных неправительственных организаций в стране и за рубежом. В настоящее время президентом является Ван Чжань (кит. упр. 王战)

## История
ШАОН была создана за счет интеграции Восточно-Китайского колледжа политики и права, Шанхайского колледжа финансов и права, юридического факультета Фуданьского университета и институтов экономики и истории Академии наук КНР. Изначально штаб-квартира располагалась на No.1575 Wanhangdu-road, затем ШАОН переместилась на No. 622-7 Central Huaihai Road в 1978 году после повторного открытия.

## Структура
В структуру ШАОН входят Академический Комитет, Высшая Школа, библиотека, пресса, административные отделения. Библиотека насчитывает около 100000 экземпляров.
Кроме того, ШАОН включает в себя 17 институтов и более 20 междисциплинарных центров, которые занимаются теоретическими и прикладными исследованиями в области гуманитарных и социальных наук. В своих исследованиях ШАОН делает акцент на вопросы, связанные с текущими социально-экономическими преобразованиями, реформированием и развитием страны.

### Институты
1. Институт экономики;
2. Институт народного хозяйства;
3. Институт мировой экономики;
4. Институт международных отношений;
5. Институт права;
6. Институт политологии и государственного управления;
7. Институт исследования китайского марксизма;
8. Институт социологии;
9. Институт урбанистики и демографии;
10. Институт изучения молодежи и несовершеннолетних;
11. Институт религиоведения;
12. Институт литературы;
13. Институт истории;
14. Институт философии;
15. Институт информатики;
16. Институт журналистики;
17. Институт изучения Китая.

## Деятельность и публикации
Обладая обширными научными достижениями и благодаря своим исследованиям в области политики для государственных органов, обучению и консультационным услугам, ШАОН в значительной степени помогает государству и муниципалитетам.
С 2008 года ШАОН осуществила более 200 научно-исследовательских программ на национальном и муниципальном уровнях, опубликовала около 5200 исследовательских работ, 421 научную работу и 15 периодических изданий, в дополнение к ежегодной публикации более 250 консультационных докладов.
Одними из самых известных публикаций ШАОН являются Синие Книги.

## Сотрудники
ШАОН в настоящее время насчитывает 760 сотрудников, из которых 550 являются научными сотрудниками. В числе исследователей ШАОН:
- 123 профессора;
- 181 доцент;
- 30 почетных профессоров и заслуженных профессоров.

Кроме того, среди сотрудников были и нобелевские лауреаты. Например, Лоуренс Роберт Клейн и Дуглас Сесил Норт.

## Программы
В ШАОН  в настоящее время есть различные программы обучения:
- 8 программ аспирантуры;
- 62 программы магистратуры;
- 2 программы докторантуры;
- также проходит набор и обучение иностранных студентов.

## Международное сотрудничество
ШАОН подписал более 60 соглашений о сотрудничестве с международными партнерами (в основном, с партнерами из Северной Америки, Европы и Восточной Азии, также с партнерами из Латинской Америки, Северной Африки, Ближнего Востока и Океании. Кроме того, ШАОН подписала соглашения о многолетнем обмене с более чем 10 институтами на Тайване и Макао). ШАОН уже провел множество совместных проектов с зарубежными партнерами. Ежегодно он принимает более 1000 иностранных гостей и проводит сотни международных конференций, лекций и семинаров. Например, 2 раза в год проводится Всемирный форум по изучению Китая под эгидой Информационного бюро Государственного совета и правительства Шанхая. На каждой сессии насчитывается более 500 участников. Данный форум проводится с 2004 года и был официально признан правительством в качестве наиболее важного форума в своем роде. Каждый год более 100 научных сотрудников ШАОН совершают поездки за границу для проведения исследований, чтения лекций и участия в конференциях.